# 1867 a tudományban
Az 1867. év a tudományban és a technikában.

## Kémia
- Than Károly fölfedezi a karbonil-szulfidot

## Történettudomány
- május 15. – Megalakul a Magyar Történelmi Társulat.

## Születések
- január 2. – Kertész Kálmán magyar zoológus, entomológus († 1922)
- január 11. – Edward Bradford Titchener angol strukturalista pszichológus († 1927)
- április 16. – Wilbur Wright, testvérével közösen a repülőgép kifejlesztésének amerikai úttörője († 1912)
- szeptember 17. – Konek Frigyes magyar kémikus, vegyészmérnök († 1945)
- november 5. – George Andrew Reisner amerikai régész és egyiptológus († 1942)
- november 7. – Marie Curie fizikai- és kémiai Nobel-díjas lengyel származású francia fizikus († 1934)
- december 1. – Vernon Lyman Kellogg amerikai entomológus, fejlődésbiológus († 1937)
- december 13. – Kristian Birkeland norvég fizikus, kutató; egyebek között kimutatta, hogy a sarki fény (aurora borealis) forrása a Napból érkező töltött részecskék árama († 1917)

## Halálozások
- március 25. – Friedlieb Ferdinand Runge, az analitikai kémiára specializálódott német vegyész (* 1795)
- augusztus 25. – Michael Faraday angol fizikus és kémikus, az elektrotechnika meghatározó alakja (* 1791)
- október 17. – William Parsons angol csillagász (* 1800)
- december 6. – Pierre Flourens francia orvos, a kísérleti agykutatás megalapítója, az aneszteziológia úttörője (* 1794)
- december 15. – Ganz Ábrahám vasöntőmester, gyáros, a magyar nehézipar egyik megteremtője (* 1814)
- december 22. – Jean-Victor Poncelet francia matematikus-geométer, mérnök-tábornok (* 1788)